# Promozione Piemonte-Valle d'Aosta 1956-1957
La Promozione fu il massimo campionato regionale di calcio disputato in Piemonte nella stagione 1956-1957.
A ciascun girone, che garantiva al suo vincitore la promozione a condizione di soddisfare le condizioni economiche richieste dai regolamenti, partecipavano sedici squadre, ed era prevista la retrocessione solo delle peggiori piazzate, a causa del previsto allargamento della sovrastante IV Serie.
Questi sono i gironi organizzati dalla Lega Regionale Piemontese per le regioni Piemonte e Valle d'Aosta.

## Girone A

### Squadre partecipanti
| Club                     | Città (provincia)        | Stagione precedente |
| ------------------------ | ------------------------ | ------------------- |
| G.S. Arona               | Arona (NO)               |                     |
| A.S. Bellinzago          | Bellinzago Novarese (NO) |                     |
| A.C. Borgomanero         | Borgomanero (NO)         |                     |
| A.S. Borgosesia          | Borgosesia (NO)          |                     |
| A.S. Carpignano          | Carpignano Sesia (NO)    |                     |
| U.S. Coggiola            | Coggiola (VC)            |                     |
| A.S. Cossatese           | Cossato (VC)             |                     |
| U.S. Grignasco           | Grignasco (NO)           |                     |
| A.S. Juventus Domo       | Domodossola (NO)         |                     |
| A.S. Omegna              | Omegna (NO)              |                     |
| U.S. Popolo              | Casale Popolo (AL)       |                     |
| A.S. Suno                | Suno (NO)                |                     |
| U.S. Trinese             | Trino Vercellese (VC)    |                     |
| U.S. Tronzanese          | Tronzano Vercellese (VC) |                     |
| U.S. Valenzana           | Valenza (AL)             |                     |
| A.S. Virtus Villadossola | Villadossola (NO)        |                     |

### Classifica finale
|  | Pos. | Squadra             | Pt  | G   | V   | N   | P   | GF  | GS  | DR  |
|  | ---- | ------------------- | --- | --- | --- | --- | --- | --- | --- | --- |
|  | 1.   | Juventus Domo       | 46  | 30  | 19  | 8   | 3   | 49  | 23  | +26 |
|  | 2.   | Trinese             | 44  | 30  | 18  | 8   | 4   | 67  | 23  | +44 |
|  | 3.   | Borgosesia          | 43  | 30  | 18  | 7   | 5   | 68  | 30  | +38 |
|  | 3.   | Omegna              | 43  | 30  | 17  | 9   | 4   | 55  | 28  | +27 |
|  | 5.   | Cossatese           | 39  | 30  | 16  | 7   | 7   | 60  | 39  | +21 |
|  | 6.   | Valenzana           | 37  | 30  | 15  | 7   | 8   | 57  | 38  | +19 |
|  | 7.   | Borgomanero         | 36  | 30  | 15  | 6   | 9   | 64  | 44  | +20 |
|  | 8.   | Arona               | 35  | 30  | 13  | 9   | 8   | 52  | 41  | +11 |
|  | 9.   | Suno                | 28  | 30  | 11  | 6   | 13  | 46  | 59  | -13 |
|  | 10.  | Coggiola            | 26  | 30  | 9   | 8   | 13  | 40  | 49  | -9  |
|  | 11.  | Grignasco           | 23  | 30  | 8   | 7   | 15  | 40  | 47  | -7  |
|  | 12.  | Tronzanese          | 22  | 30  | 8   | 6   | 16  | 44  | 64  | -20 |
|  | 13.  | Carpignano          | 20  | 30  | 6   | 8   | 16  | 40  | 69  | -29 |
|  | 14.  | Virtus Villadossola | 19  | 30  | 7   | 5   | 18  | 36  | 61  | -25 |
|  | 15.  | Bellinzago          | 14  | 30  | 5   | 4   | 21  | 32  | 64  | -32 |
|  | 16.  | Popolo              | 5   | 30  | 1   | 3   | 26  | 21  | 92  | -71 |
|  |      |                     | 480 | 480 | 186 | 108 | 186 | 771 | 771 | 0   |

Legenda:
      Promosso in Interregionale Seconda Categoria 1957-1958.
      Retrocesso in Prima Divisione.
Regolamento:
Due punti a vittoria, uno a pareggio, zero a sconfitta.

## Girone B

### Squadre partecipanti
| Club                  | Città (provincia)          | Stagione precedente |
| --------------------- | -------------------------- | ------------------- |
| U.S. Acqui            | Acqui Terme (AL)           |                     |
| U.S. Aosta            | Aosta                      |                     |
| G.S. Calusiese        | Caluso (TO)                |                     |
| A.S. Canelli          | Canelli (AT)               |                     |
| U.R.S. La Chivasso    | Chivasso (TO)              |                     |
| G.S. Cinzano          | Santa Vittoria d'Alba (CN) |                     |
| U.S. Lanzese          | Lanzo Torinese (TO)        |                     |
| U.S. R.I.V.           | Villar Perosa (TO)         |                     |
| U.S. Rivoli           | Rivoli (TO)                |                     |
| G.S. S.N.I.A. Viscosa | Venaria Reale (TO)         |                     |
| A.C. Saluzzo          | Saluzzo (CN)               |                     |
| U.S. Saviglianese     | Savigliano (CN)            |                     |
| U.S. Settimese        | Settimo Torinese (TO)      |                     |
| U.S. Sobrero Gassino  | Gassino Torinese (TO)      |                     |
| U.S. Val Pellice      | Torre Pellice (TO)         |                     |
| G.S. Virtus Bra       | Bra (CN)                   |                     |

### Classifica finale
|  | Pos. | Squadra         | Pt  | G   | V   | N   | P   | GF  | GS  | DR  |
|  | ---- | --------------- | --- | --- | --- | --- | --- | --- | --- | --- |
|  | 1.   | La Chivasso     | 39  | 30  | 17  | 5   | 8   | 45  | 35  | +10 |
|  | 2.   | R.I.V.          | 39  | 30  | 15  | 9   | 6   | 47  | 27  | +20 |
|  | 3.   | SNIA Viscosa    | 39  | 30  | 16  | 7   | 7   | 56  | 28  | +28 |
|  | 4.   | Canelli         | 38  | 30  | 15  | 8   | 7   | 59  | 44  | +15 |
|  | 5.   | Lanzese         | 35  | 30  | 12  | 11  | 7   | 44  | 32  | +12 |
|  | 5.   | Cinzano         | 35  | 30  | 14  | 7   | 9   | 45  | 37  | +8  |
|  | 7.   | Acqui           | 34  | 30  | 13  | 8   | 9   | 56  | 34  | +22 |
|  | 8.   | Sobrero Gassino | 31  | 30  | 11  | 9   | 10  | 41  | 41  | 0   |
|  | 9.   | Aosta           | 28  | 30  | 10  | 8   | 12  | 35  | 44  | -9  |
|  | 9.   | Saluzzo         | 28  | 30  | 11  | 6   | 13  | 53  | 61  | -8  |
|  | 11.  | Val Pellice     | 26  | 30  | 8   | 10  | 12  | 43  | 48  | -5  |
|  | 12.  | Virtus Bra      | 24  | 30  | 9   | 6   | 15  | 40  | 50  | -10 |
|  | 12.  | Settimese       | 24  | 30  | 6   | 12  | 12  | 44  | 56  | -12 |
|  | 12.  | Calusiese       | 24  | 30  | 7   | 10  | 13  | 32  | 46  | -14 |
|  | 15.  | Saviglianese    | 23  | 30  | 7   | 9   | 14  | 32  | 47  | -15 |
|  | 16.  | Rivoli          | 13  | 30  | 4   | 5   | 21  | 33  | 75  | -42 |
|  |      |                 | 480 | 480 | 175 | 130 | 175 | 705 | 705 | 0   |

Legenda:
      Promosso in Interregionale Seconda Categoria 1957-1958.
      Retrocesso in Prima Divisione.
Regolamento:
Due punti a vittoria, uno a pareggio, zero a sconfitta.

#### Qualificazione per la promozione alla categoria superiore
|  | Pos. | Squadra      | Pt | G | V | N | P | GF | GS | DR |
|  | ---- | ------------ | -- | - | - | - | - | -- | -- | -- |
|  | 1.   | La Chivasso  | 4  | 2 | 2 | 0 | 0 | 4  | 1  | +3 |
|  | 2.   | R.I.V.       | 2  | 2 | 1 | 0 | 1 | 2  | 3  | -1 |
|  | 3.   | SNIA Viscosa | 0  | 2 | 0 | 0 | 2 | 2  | 4  | -2 |

Legenda:
      Promosso in Interregionale Seconda Categoria 1957-1958.
Regolamento:
Due punti a vittoria, uno a pareggio, zero a sconfitta.

##### Risultati
|              | Risultati |              | Luogo e data |
| ------------ | --------- | ------------ | ------------ |
| La Chivasso  | 2-1       | SNIA Viscosa | ?, ? ? 1956  |
| SNIA Viscosa | 1-2       | R.I.V.       | ?, ? ? 1956  |
| R.I.V.       | 0-2       | La Chivasso  | ?, ? ? 1956  |
|              |           |              |              |

## Finali per il titolo
|               | Risultati |               | Luogo e data                |
| ------------- | --------- | ------------- | --------------------------- |
| Juventus Domo | 7 - 1     | La Chivasso   | Domodossola, 30 giugno 1957 |
| La Chivasso   | 4 - 1     | Juventus Domo | Chivasso, 7 luglio 1957     |
|               |           |               |                             |

Verdetti
- La Chivasso campione piemontese di Promozione in seguito alla rinuncia da parte della Juventus Domo di disputare il terza gara per il titolo .[1]